# 신호등 (광통신)

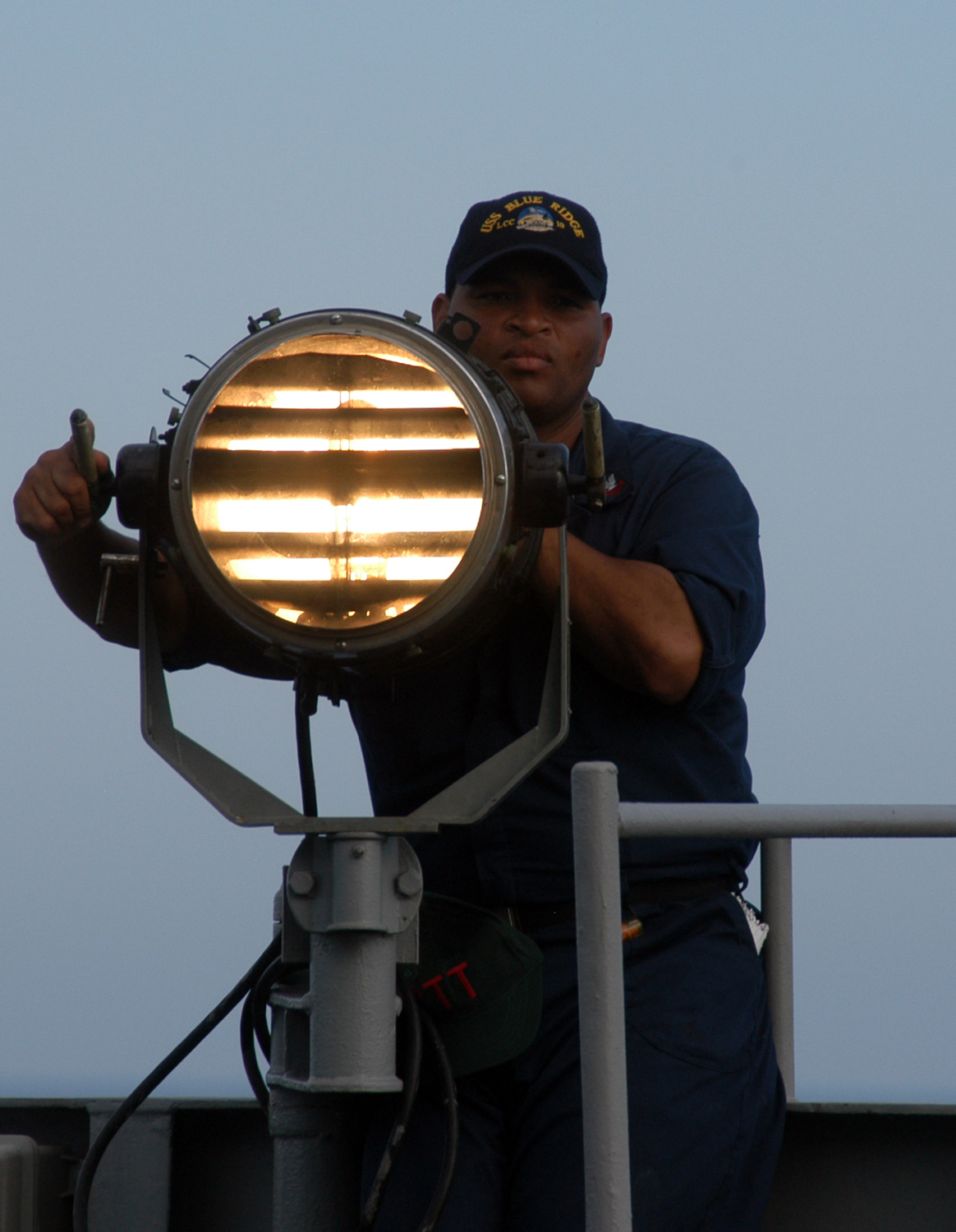

신호등(signal lamp)은 강력한 빛을 쏘아 광 통신에 이용하는 등이다. 대개 모스 부호를 이용한다. 보내는 쪽에서 신호등을 깜빡여서 모스 부호로 신호를 보내면, 멀리 떨어진 받는 쪽에서 그것을 육안 또는 쌍안경 등으로 확인하고 신호를 받아적어 해독한다.

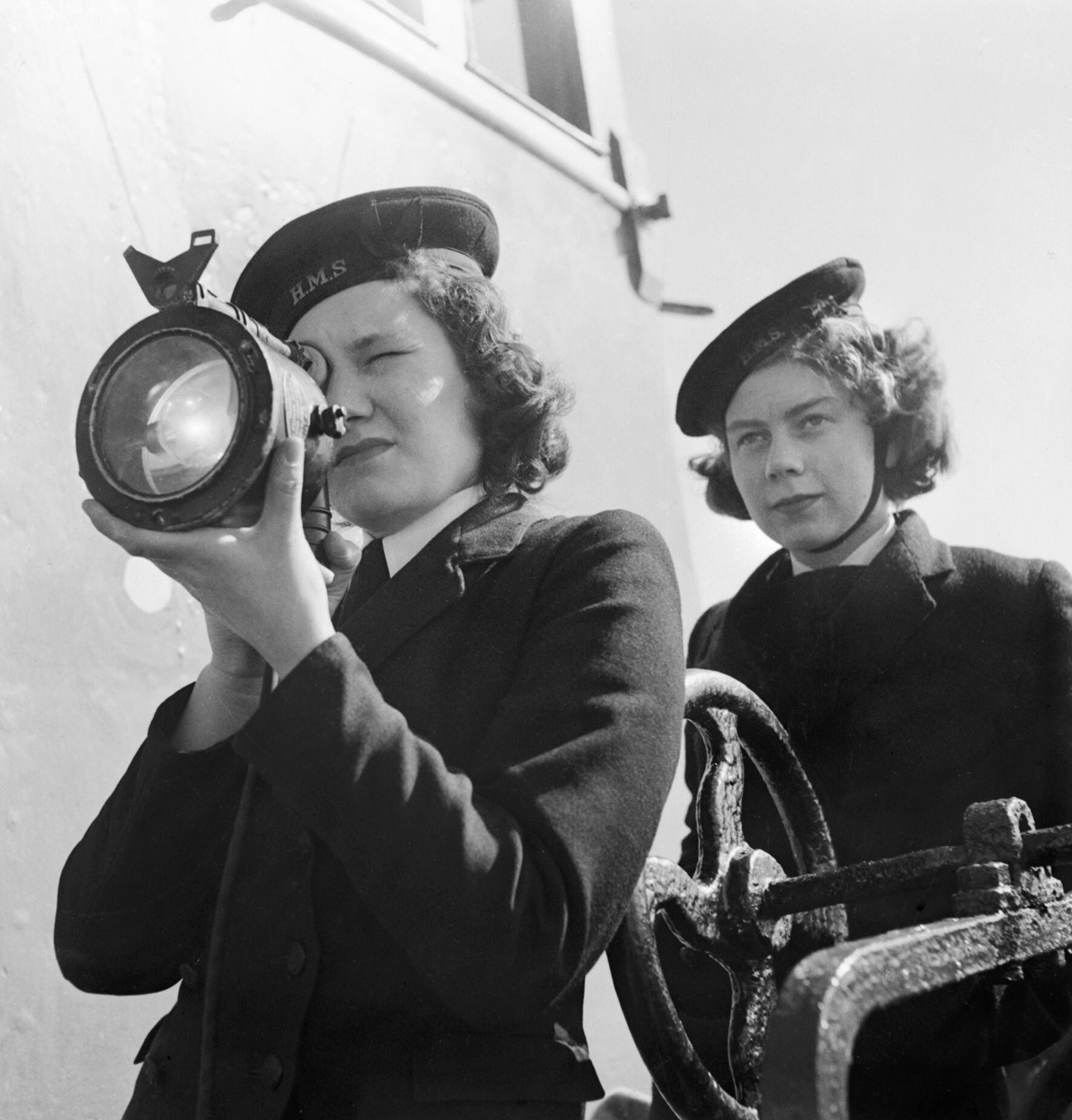
올디스등.

손에 들고 다닐 정도로 소형화된 것은 발명자 아서 올디스(Arthur Cyril Webb Aldis)의 이름을 따서 올디스등(Aldis lamp)이라고 한다.
그 사용 전성기였던 19세기에는 회광통신기와 병행되어 주간에는 회광통신기, 야간에는 올디스등을 사용했다. 디지털 통신이 발달한 오늘날에는 야간에 강력한 신호등을 쓰는 것은 기도비닉을 해칠 수 있기에 널리 사용되지 않고, 사용할 경우에도 적외선 파장 같은 것을 쓴다.

## 같이 보기
- 회광통신기